# Bisdom Singida
Het bisdom Singida (Latijn: Dioecesis Singidaensis) is een rooms-katholiek bisdom met als zetel Singida in het centrum van Tanzania. Het is een suffragaan bisdom van het aartsbisdom Dodoma. Het bisdom werd opgericht in 1972, aanvankelijk als suffragaan bisdom van het aartsbisdom Tabora
In 2017 telde het bisdom 24 parochies. Het bisdom heeft een oppervlakte van 49.345 km² en telde in 2017 1.704.000 inwoners waarvan 10,5% rooms-katholiek was. 

## Bisschoppen
- Bernard Mabula (1972-1999)
- Desiderius Rwoma (1999-2013)
- Edward Elias Mapunda (2015-)